# قرطمان، حماة
قرطمان (به عربی: قرطمان) یک روستا در سوریه است که در ناحیه مرکزی مصیاف واقع شده‌است. قرطمان ۱٬۴۶۷ نفر جمعیت دارد.